# Pierre Galland
Pour les articles homonymes, voir Galland.
Pierre Galland, dit « Galandius », est un professeur au Collège royal, un docteur d'université et un chanoine de l'église Notre-Dame de Paris où il rétablit un collège (où il fonda quelques bourses pour des enfants de Saint-Venant). 
Il serait né en 1510 à Aire-en-Artois ou à Saint-Venant et mort à Paris le 6 septembre 1559 ou le 30 aout 1559, suivant Lamonnoye.

## Biographie
Galland vint faire ses études à Paris, et acquit en peu de temps une connaissance très étendue des langues grecque et latine, des belles-lettres et de la philosophie. Reçu maître ès arts en 1537, il obtint l’année suivante la place de principal du collège de Boncourt. Il s’appliqua à y faire régner la discipline, et à faire fleurir l’enseignement par le choix des professeurs.
Ayant été élu recteur de l’université en 1543, il profita de cette circonstance pour demander quelques changements aux règlements alors en vigueur, et les fit adopter contre l’avis de ses confrères. Nommé l’année suivante, ou en 1545, professeur d’éloquence au collège royal par François Ier, en remplacement de Latomus, il passa ensuite à la chaire de langue grecque, fut pourvu d’un canonicat à Notre-Dame, et mourut de la dysenterie. Il était alors âgé au plus de 50 ans. Son neveu, Guillaume Galland, philosophe, aussi natif d’Aire, héritier de sa charge et de sa doctrine, et son petit-neveu lui ont succédé dans la principalité du collège de Boncourt.
Galland était l’ami de Guillaume Budé, de François Vatable, de Joachim du Bellay, et avait eu pour élève le savant Adrien Turnèbe. II prit également part à la lutte savante qui s’éleva contre Pierre de La Ramée.

## Œuvres
- Oratio in funere Francisco Francorum regi facto, Paris, 1547, in-4°.La traduction française, par Jean Martin, fut imprimée la même année.
- Pro schola Parisiensi contra novam academiam Pétri Rami oratio, ibid., 1551, in-4° et in-8°.Ce discours, dans lequel il prend la défense d’Aristote contre Ramus, est écrit avec beaucoup de vivacité : ce fut le prélude et le signal des persécutions qu’essuya ce professeur.
- De Caleto recepta et rébus a Fr. Lotharingie, duce Guisio, auspiciis IIenrici IIgestis, carmen elegiacum, ibid., 1558, in-4°.
- Petri Castellani, magni Franciœ eleemosynarii, vita, Paris, 1674, in-8°.Cette curieuse et bien écrite vie de Duchâtel fut publiée par Baluze avec des notes utiles.
- Observations sur les institutions oratoires de Quintilien, insérées dans les éditions de Paris, 1549, in-fol., et 1554, in-4°, et la première édition des Scriptores de agrorum limitibus et constitutionibus, qu’il fit imprimer sur un manuscrit qu’il avait trouvé en Flandre, Paris, 1548, in-4°.